# Accent (sociolinguistique)
Pour les articles homonymes, voir Accent.
L’accent en tant que notion sociolinguistique regroupe l’ensemble des traits de prononciation (consonnes, voyelles, accent et prosodie) d'une variété de langue et permet ainsi l’identification du profil (géographique, social) du locuteur,. L'accent repose alors essentiellement sur la perception de ces traits par l'interlocuteur. Non autonome, il n'existe qu'en comparaison à une autre prononciation, cette dernière pouvant constituer une norme. L'accent peut se caractériser de deux façons : par sa phonologie et par les aspects sociaux que l'on y associe.
En français, l’accent sera associé à une variété et sera considéré comme un écart à la norme (i.e. le français standard ou « français de référence » incarné par l'Académie française en tant qu'autorité légitime). Dans une acception courante (en), on dira de la personne qui a un accent différent du sien qu'elle « a un accent ». Il y aurait ainsi supposément une prononciation « sans accent » et une prononciation « avec accent ».
L'acceptation des accents et de l'écart à la norme relève de facteurs socioculturels qui sont propres à chaque langue. En anglais par exemple, toute prononciation constitue un accent ; certains seront cependant jugés préférables à d'autres selon le contexte d'énonciation.

## Identité
Pour beaucoup, l'accent constitue une part de l'identité des locuteurs. L'identité linguistique est notamment formée par les représentations sociolinguistiques associées à un accent. Celles-ci se rapportent aux considérations des locuteurs pour leur propre variété et pour celles qu'ils ont pour d'autres variétés, voire d'autres langues.

### Représentations linguistiques
Les représentations linguistiques sont l'équivalent dans les langues des représentations sociales dans les sciences humaines. À chaque variété ou sous-variété seront associées des valeurs, des attributs ou des qualités partagées par le groupe ou le sous-groupe. Une vaste étude a montré que le français vaudois est fortement associé à des mots comme « authenticité », « campagne », « paysan », mais peu ou pas du tout avec des mots tels que « ville » ou « modernité ».
Ainsi, le fait de percevoir un accent permettra à un locuteur de se placer socialement par rapport à son interlocuteur. Ce dernier pourra alors être considéré comme inculte ou, au contraire, pédant. L'importance de se placer socialement peut même amener les classes bourgeoises à pratiquer l'hypocorrection afin d'éviter d'être associées à l'aristocratie. Lorsqu'il n'y a pas de compétition entre les locuteurs de différentes variétés, l'accent sera perçu comme un gage de valeurs fortes et mélioratives telles que l'authenticité ou le fait d'assumer et d'affirmer son identité et ses origines. Enfin, l'accent peut « faire voyager », et certains accents tels que l'accent provençal ou valaisan évoquera à l'interlocuteur le soleil, la mer, la montagne ou, en général, les vacances.

### Discriminations liées à l'accent en français
Pour comprendre les représentations linguistiques associées aux accents du français, il faut remonter aux origines mêmes de la langue : née au Moyen Âge, elle n’était parlée qu’au centre de la France. Dès 1882, l’école obligatoire puis les brassages de populations causés par les deux Guerres mondiales ont diffusé la langue à travers tout le territoire. Langue seconde pour les Occitans, Alsaciens et autres Provinciaux, leur français fut stigmatisé en comparaison d’un français langue première du centre. Une asymétrie est toujours remarquée actuellement : alors que les locuteurs de Paris et de Tours sont persuadés d’être dénués d’accent, les locuteurs d’autres régions reconnaissent volontiers en posséder un.
La discrimination est omniprésente et l'accent régional se caractérise par une image « sinon dégradante du moins folklorique, risible et peu sérieuse ».
Des travaux montrent cependant que cette stigmatisation ne s’arrête pas aux locuteurs L2 mais s’étend également aux français régionaux L1. Particulièrement présent dans le discours de l’intelligentsia (parisienne majoritairement), ce rejet de l’accent s’inscrit dans l’antagonisme de l’endogroupe / exogroupe. On peut alors se demander si l’entièreté de la communauté linguistique considère que Paris est dénuée d’accent (confirmant l'acception commune du français comme langue monocentrique), ou si les représentations associées aux accents ressortent simplement d’un effet de type « c’est toujours l’autre qui a un accent » (conférant alors au français un statut de langue pluricentrique). Une étude s'est penchée sur la question et montre que le français est en effet constitué de plusieurs centres de référence, auxquels sont associés différents prestiges (manifestes et latents, voir ci-dessous).

## Normes sociales et linguistiques
Les normes qui régissent les langues sont à la fois multiples, changeantes et variables. Dans le cas du français, les normes peuvent avoir plusieurs supports ou environnements dans lesquels elles s'expriment. Ces normes sont un sujet à part entière et en cours d'étude. Il a déjà été montré que celles-ci coexistent et font intervenir des concepts aussi nombreux que les notions des prestiges dits « manifeste » et « latent », d'insécurité linguistique, ou encore de pluriaréalisme.
Il est considéré trois grands types de normes :
- La norme géographique, qui a souvent pour centre la capitale d'un pays. Paris, capitale de la France (seul pays de la francophonie qui n'a que le français comme langue nationale) agirait comme point de référence pour la francophonie.
- La norme médiatique, où les médias influents diffusant la langue ont une responsabilité de représentation. Les grandes chaînes médiatiques s'attachent à s'approcher d'une variété de référence (voire à la représenter) pour le public. Dans la francophonie, les grands groupes de tous les pays occupent cette place, à leur échelle (voir ci-dessous).
- La norme sociale, puisque le parler de l'individu, s'il se rapproche de celui d'une classe sociale considérée comme supérieure (bourgeoisie ou aristocratie), sera perçu comme plus prestigieux. Dans la francophonie, l'autorité suprême concernant la régulation de la langue française est l'Académie française, mais des organes indépendants statuent également sur des questions de langue, comme au Québec avec l'Office québécois de la langue française, ou en Suisse avec la CIIP[8].

### Prestige manifeste et latent
Les notions de prestige manifeste et latent s'observent dans les communautés linguistiques d'une même langue. Si cette langue possède une variété considérée comme « standard », cette dernière sera manifestement plus prestigieuse tandis que les variétés régionales seront déconsidérées. Les membres des sous-communautés linguistiques parlant ces variétés régionales tendront à reconnaître entre eux un plus grand prestige de la variété linguistique parlée dans leur région. Ce prestige intra-communautaire sera alors dit « latent ».
Certaines représentations sont en outre associées à ces deux types de prestige. Diverses études quantitatives ont notamment été menées sur les attitudes envers l’accent méridional, martiniquais et québécois. Concernant les accents de France métropolitaine, le prestige manifeste est, selon les Parisiens, associé à la prononciation d’Île-de-France et de Touraine tandis que le prestige latent revient à la Provence. De plus, la norme parisienne est associée à l’« attrait professionnel » et à la « stabilité ». Les locuteurs des régions périphériques montrent une loyauté à l’endogroupe, mais la Provence manifeste un rejet total de celui-ci. Au Québec, le prestige manifeste local ne semble pas encore dépasser celui du français normé. Ce dernier est associé au « statut », tandis que la « loyauté », relevant du prestige latent, se rattache au français québécois.

### Insécurité linguistique
L'insécurité linguistique est un phénomène mis en évidence par William Labov dans une enquête sociolinguistique anglophone. Cette insécurité se caractérise par la réticence de certains locuteurs  à s'exprimer lorsqu'ils sont dans un contexte particulier. Cette réticence peut se manifester sous plusieurs formes, par exemple l'hypercorrection. Ledit contexte se caractérise par la mise en concurrence de plusieurs variétés d'une même langue, le plus souvent des variétés d'une langue face à sa variété standard (ou dite de référence).
L'insécurité linguistique mènera également le locuteur à déprécier sa manière de s'exprimer et il tendra à penser qu'il ne maîtrise pas sa propre langue. Il a été montré que le phénomène décrit en anglais par Labov existe aussi en français, en particulier en français de Suisse.

### Types d'insécurité linguistique
Il existe plusieurs types d'insécurités linguistiques selon L.-J. Calvet (1999 : 168), parmi lesquels figurent l'insécurité linguistique statutaire et l'insécurité formelle , caractérisée par l'usage d'une variété non standard de la langue dans un endroit public comme une école, une université, et dans l’administration publique en général. Cela se manifeste chez le locuteur par l'usage de formes fautives de la langue dû à la non-maîtrise de la variété standard de cette langue. En outre, l'insécurité identitaire est constituée de l'ensemble des styles d'expression d'une personne perçus par elle-même comme erronés vis-à-vis de ceux d'une communauté en place[pas clair]. Cela peut conduire cette personne à vouloir utiliser la forme la plus correcte et conforme à celle utilisée par la société, mais à douter, et commettre d'autant plus d'erreurs. Enfin, l'insécurité formelle est due à l’usage excessif de grammaire; c'est aussi le fait qu'un usager de la langue utilise la forme correcte, mais à force de vouloir éviter les erreurs à tout prix, finisse par en commettre. Généralement, tous ces types d'insécurité sont des reproches et une hypercorrection que l’on fait subir à soi-même.

### Pluriaréalisme
Si l'anglais, le portugais et l'espagnol sont des langues pluricentriques, le français est lui considéré comme étant une langue monocentrique avec pour unique centre Paris, berceau (avec Tours) du français de référence. Cette représentation est cependant en plein changement : en France, le « Paris bourgeois » fait place notamment à une région parisienne diversifiée et les représentations des locuteurs sur les normes de prononciation et des accents évoluent avec.
Ce changement peut par exemple s’observer au Québec, où la Révolution tranquille des années 1960 a engendré une recherche sociolinguistique accrue sur la variation en français québécois. L’émergence et la valorisation d’un sentiment national ainsi qu’une identité linguistique propre va peu à peu se construire et mener au développement de leur propre norme. Dans le Sud de la France et aux Antilles, les français régionaux ne deviendront quant à eux des objets d’étude légitimes que dans les années 2000 ; leur prestige semble cependant encore être sous-estimé par l’élite intellectuelle.

## Perception et compréhension des accents
La perception d'un accent et l'association de celui-ci à un imaginaire fait entièrement partie du concept même d'accent. La perception de l'accent s'étudie en phonétique, psycholinguistique ou neurolinguistique, par l'étude de temps de réponse et de critères objectifs concernant la compréhension d'un énoncé, mais aussi en sociolinguistique, par l'étude des représentations sociales  et de l'identité associées à un accent. Ces représentations concernent tout aussi bien la considération des locuteurs par rapport à leur propre variété que celle qu'ils ont pour d'autres variétés, voire d'autres langues. Pour beaucoup, l'accent constitue une part de l'identité des locuteurs.

### Perception des accents du français
Tout locuteur francophone natif s'accordera à dire qu'il existe différents accents dans sa langue mais dans quelle mesure sera t-il capable de les discerner correctement? En 2006, une étude s'est penchée sur cette question en demandant à des locuteurs parisiens d'identifier six accents francophones différents (normand, vendéen, vaudois, basque, languedocien et provençal). On leur a fait écouter aléatoirement des phrases prononcées dans ces différents accents et les participants devaient les identifier et les placer sur une carte. Les résultats montrent que les locuteurs francophones sont généralement capables de distinguer trois grands groupes accentuels : nord, sud et est (Suisse romande), mais que les différents accents au sein de ces grands groupes sont souvent confondus entre eux.

### Problèmes de compréhension liés à l'accent
Des chercheurs suédois se sont intéressés aux questions de compréhension liées à un fort accent étranger. Pour cela, ils ont créé leur propre accent fictif en suédois en modifiant la prononciation de certains sons de la langue, en changeant la place de l'accentuation sur les mots et en insérant des voyelles supplémentaires. Ils ont ensuite présenté à des participants des phrases prononcées avec cet accent et, dans un deuxième temps, une liste de mot également prononcés avec l'accent fictif. Les participants devaient alors répéter ce qu'ils avaient compris.
Les résultats suggèrent qu'après avoir été confrontée à un accent, notre compréhension générale de cet accent s'améliore avec le temps. Il s'avère également que lorsque la place de l'accentuation des mots a été modifiée, les phrases ont été plus difficiles à comprendre, car il devenait alors plus compliqué de différencier les mots entre eux.
Une autre étude s'est intéressée aux questions liées à la compréhension d'un accent étranger en testant les temps de réaction des participants : ceux-ci devaient décider le plus vite possible si le dernier mot d'une phrase qu'ils entendaient était un mot de leur langue ou un mot inventé. Les phrases étaient soit produites dans leur accent, soit dans un accent régional différent ou dans un accent étranger. Les résultats montrent que les temps de réaction des participants sont plus élevés lorsque la phrase est produite dans un autre accent que le leur et d'autant plus s'il s'agit d'un accent étranger. Cette étude montre également qu'il ne semble pas y avoir d'amélioration des temps de réaction selon le temps d'exposition à l'accent.